# Gótico de Crimea
El gótico de Crimea fue un dialecto del gótico hablado por los godos crimeos en algunos lugares aislados de Crimea (de facto Rusia, de iure Ucrania) hasta finales del siglo XVIII.
Algunos fragmentos de este idioma han sobrevivido: todo nuestro conocimiento se basa en una carta del siglo XVI del embajador flamenco Ogier Ghiselin de Busbecq, quien da una lista de unas ochenta palabras y una somera descripción de su gramática.
Esta lengua es casi universalmente reconocida como gótico dados sus rasgos fonológicos: la palabra ada "huevo" ("egg" en inglés), por ejemplo, muestra la típica intensidad del protogermánico *-jj- en -ddj- (como el gótico ulfiliano iddja "fue" del protogermano *ejjon), proviniendo del protogermano *ajja-.
Hay varias correspondencias entre el gótico ulfiliano y el crimeo, incluyendo /sk- /> /ʃ-/ (schedit, schietn, de skeiniþ, skiutan ["brilla"]) 
Los vikingos pueden haber descubierto su presencia, dado que Gutasaga relata que una tercera parte de los habitantes del Gotland tuvieron que dejar la isla para asentarse en tierra de griegos.